# Timon nevadensis
Timon nevadensis — вид ящірок родини справжніх ящірок (Lacertidae). Один із 7 видів роду Timon. Поширений у Південній Іспанії. Мешканець маквісу та інших субаридних місцевостей із відслоненнями і чагарниками. Вид охороняється Бернською конвенцією. 

## Опис
Одна з найбільших ящірок Європи. Тіло масивне, міцне,  до 70 см завдовжки. Довжина тіла від кінчика морди до клоаки (L.) до 24 см. Хвіст (L.cd.) майже вдвічі  перевищує довжину тулуба з головою. Спостерігається статевий диморфізм — самці значно більші за самиць. Самиці стрункіші, ніж самці. Голова у самців масивна. Морда округла. Спина вкрита гладенькою однорідною лускою, на хвості луска ребриста. Потилична луска ширша, ніж у споріднених видів.
Забарвлення верхньої сторони тіла зазвичай однорідне, коричневе або сіре, рідко з домішкою зеленого, без чорних сітчастих візурунків на спині. З боків тягнуться поздовжні ряди великих круглих плям синього кольору. Черево світліше за спину, зазвичай матово-білого кольору. Молоді особини часто темного кольору з розсіяними глазчастими плямами на спині. На задній частині тіла іноді присутні поперечні смуги. Коричневі та зелені відтінки з'являються з віком.

## Поширення
Вид поширений у Південній Іспанії, в регіонах Аліканте, Мурсія та Альмерія.

## Місця проживання
Населяють відносно сухі місцевості з відслоненнями і чагарниками, оливові гаї, рідколісся, узбіччя доріг і старіші прибережні дюни. Як сховища використовують власні нори або нори гризунів, великі колючі кущі, нагромадження каміння та щілини в скелях. У гори піднімається до висоти близько 2100 м над рівнем моря.

## Особливості біології
Денна і в основному наземна ящірка, але дуже добре лазить по камінню, скелях і деревах у пошуках їжі або коли рятується від хижаків. Зазвичай полохлива і часто тікає на великій відстані при наближенні людини, роблячи багато шуму під час втечі. Якщо її загнати в кут, може навіть бути агресивною і підстрибнути в протистоянні нападнику. При потраплянні до рук може кусати з великою силою. При проживанні поблизу людського житла може звикнути до присутності людей. Активна з березня по жовтень.
Ящірка належить до яйцекладних плазунів. Самці активно утримують індивідуальні території з кількома самками і з готовністю їх захищають від інших самців. Парування відбувається в березні — квітні. Самиці відкладають від 5 до 24 яєць у червні — липні. У сприятливих умовах може бути до двох кладок за сезон.
Харчуються ящірки комахами (переважно жуками), іншими безхребетними, дрібними хребетними, зокрема й ящірками інших видів, молодими зміями, гризунами, птахами та їх пташенятами, вживають в їжу також ягоди та плоди рослин.

## Охорона
Стан більшості природних популяцій виду в межах ареалу залишається більш-менш стабільним. Саме тому він, згідно з Червоним списком МСОП, отримав охоронний статус «відносно благополучний вид». Timon nevadensis охороняється в Європі і занесений до Додатку ІІ Бернської конвенції (охоронна категорія: вид підлягає особливій охороні).